# اوراخ ام هونگار
اوراخ ام هونگار (به آلمانی: Aurach am Hongar) یک منطقهٔ مسکونی در اتریش است که در ناحیه وکلابروک واقع شده‌است. اوراخ ام هونگار ۲۵ کیلومتر مربع مساحت دارد ۴۸۸ متر بالاتر از سطح دریا واقع شده‌است.